# Hidrolat
Hidrolatje proizvod, ki ga pridobimo s postopkom vodne destilacije zdravilnih in aromatičnih rastlin. Gre za koloidne raztopine, sestavljene iz eteričnih olj in v vodi raztopljenih učinkovin rastline. Hidrolati se uporabljajo v kozmetični industriji, pa tudi v prehrani ter za izvajanje aromaterapij. Priljubljeni hidrolati so rožna voda, hidrolat pomarančnih cvetov, origana rožmarina, timijana, smilja in drugih dišavnic.  

## Pridobivanje
Hidrolat nastane kot stranski produkt pri pridobivanju eteričnih olj. Pri destilaciji se namreč s pomočjo pare iz rastlin izvleče eterično olje, s ponovno kondenzacijo pa se mešanica hidrolata in eteričnega olja zbere v posebni posodi. Eterično olje splava na površino hidrolata, od koder se ga nato odstrani. Hidrolat je pravzaprav zelo razredčeno eterično olje, katerega koncentracija se običajno giblje med 0.01% do 0.04%. Rastline za destilacijo vedno nabirajo v času njihove največje zrelosti in vsebnosti eteričnih olj.